# Stora Mellösa församling
Stora Mellösa församling var en församling i Kumla och Askers kontrakt i Strängnäs stift. Församlingen låg i Örebro kommun i Örebro län (Närke) och ingick i Stora Mellösa pastorat. Församlingen uppgick 2014 i Kvismare församling.

## Administrativ historik
Församlingen har medeltida ursprung. Församlingen var till 2006 moderförsamling i pastoratet Stora Mellösa och Norrbyås som 1992 utökades med Gällersta församling för att därefter till 2014 vara moderförsamling i pastoratet Stora Mellösa och Gällersta-Norrbyås.
Församlingen uppgick 2014 i Kvismare församling.

## Klockare och organister
| Ämbetstid | Namn                | Levnadstid | Övrigt   |
| --------- | ------------------- | ---------- | -------- |
| 1690      | Michel              |            | Organist |
| 1695-1708 | Gabriel Gabrielsson | -1708      | Organist |
| 1695-1731 | Jonas Lidius        |            | Klockare |
| 1709-1712 | Johan Wall          |            | Organist |
| 1732-1741 | Petter Galle        |            | Klockare |
| 1744-1760 | Jonas Hedin         |            | Klockare |
| 1740-1756 | Lars Klingström     |            | Organist |
| 1759-1760 | Jan Söderberg       |            | Organist |

## Kyrkor
- Stora Mellösa kyrka